# Da Riva
I Da Riva furono una famiglia patrizia veneziana, annoverata fra le cosiddette Case Nuove.

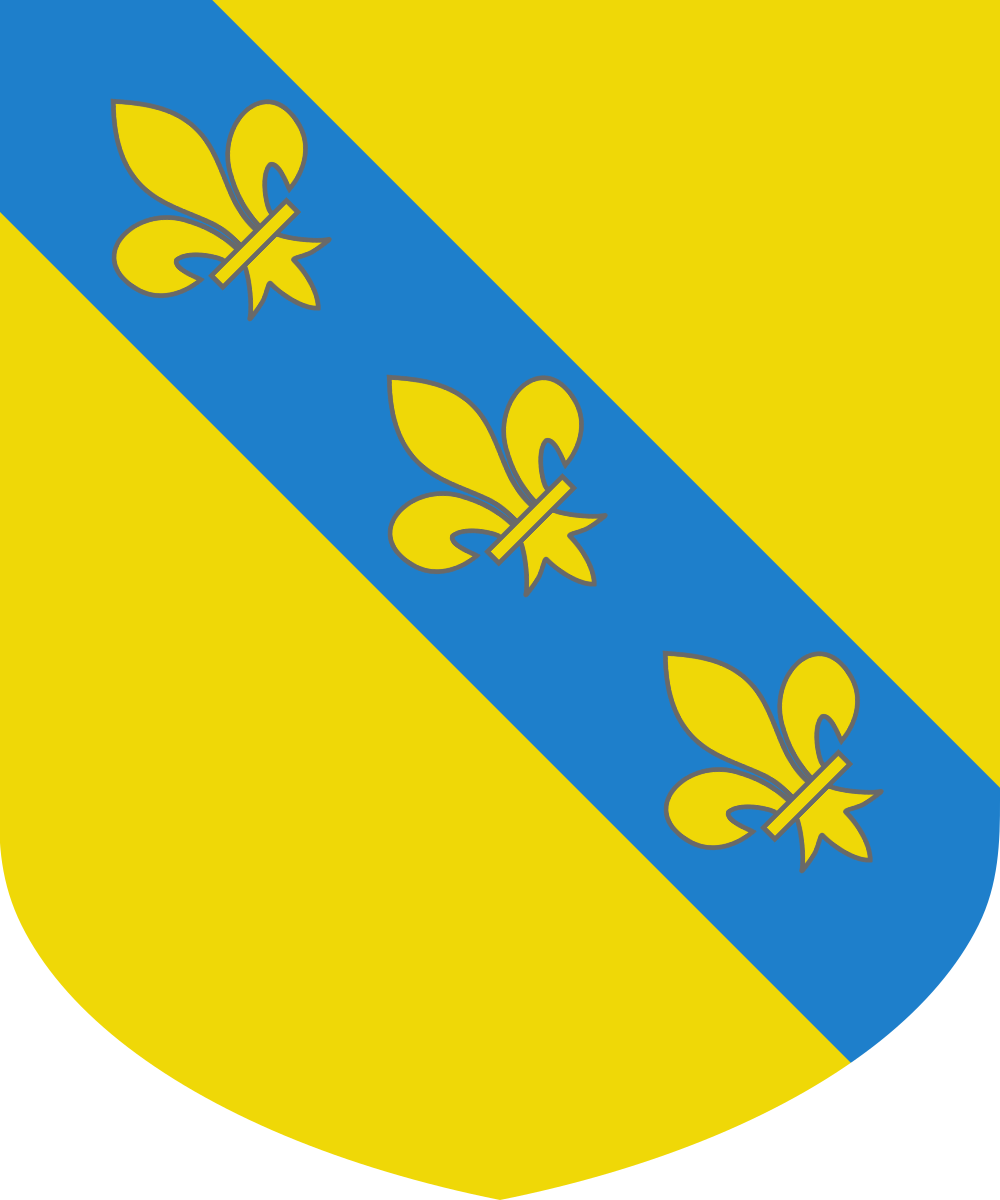
Stemma Da Riva

## Storia
Gli studiosi antichi ritengono questa famiglia originaria dell'antica Jesolo (ma in precedenza avrebbe abitato a Belluno), tuttavia non è chiaro su quali prove si basassero. Secondo il Tassini, il primo Da Riva documentato è un Giovanni che nel 1122 sottoscrisse un privilegio concesso dal doge Domenico Michiel alla città di Bari.
Avrebbe dato alcuni tribuni al ducato di Venezia e fu inclusa tra le casate patrizie anche dopo la serrata del Maggior Consiglio (1297).
Tra le varie personalità che diedero lustro alla famiglia, spicca fra tutti Giacomo di Valerio, comandante della flotta veneziana durante la Guerra di Candia contro i Turchi.
Dopo l'arrivo degli austriaci in Veneto, i vari rami della famiglia furono riconosciuti nobili con varie Sovrane Risoluzioni del governo imperiale austriaco (SS.RR. del 22 novembre, 30 novembre, 1º dicembre e 30 dicembre 1817, 8 ottobre e 28 dicembre 1818, 2 dicembre 1819 e 17 giugno 1821).

### Stemma
D'oro, alla banda d'azzurro, caricata di tre gigli del campo, posti nel senso della banda. — Alias: D'oro, a tre fasce ondate d'azzurro.

## Luoghi e architetture
- Palazzo Valier Da Riva, a Castello;
- Villa Da Riva, Zen, Giulay, Zuliani, a Zerman di Mogliano Veneto.